# Vaskeresztes, Vas
Vaskeresztes (în germană Großdorf) este un sat în districtul Szombathely, județul Vas, Ungaria, având o populație de 325 de locuitori (2011).

## Demografie
Componența etnică a satului Vaskeresztes
     Maghiari (57,56%)
     Germani (38,76%)
     Croați (3,68%)
Componența confesională a satului Vaskeresztes
     Romano-catolici (82,46%)
     Fără religie (3,08%)
     Necunoscută (14,46%)
Conform recensământului din 2011, satul Vaskeresztes avea 325 de locuitori. Din punct de vedere etnic, majoritatea locuitorilor (57,56%) erau maghiari, existând și minorități de germani (38,76%) și croați (3,68%).  Din punct de vedere confesional, majoritatea locuitorilor (82,46%) erau romano-catolici, cu o minoritate de persoane fără religie (3,08%). Pentru 14,46% din locuitori nu este cunoscută apartenența confesională.